# Platforma (roman)
Platforma (în franceză Plateforme) este un roman scris de scriitorul francez Michel Houellebecq și publicat în 2001. După publicare, romanul a avut parte de un mare succes și a fost mult criticat, având ca principale subiecte abordate turismul sexual și islamofobia. Autorul a fost acuzat pentru scrierea sa, pe motiv că ar fi instigat la rasism, descriind Islam-ul ca fiind „stupid”, însă acuzațiile au fost retrase ulterior.